# Chińska Republika Ludowa na Zimowych Igrzyskach Olimpijskich 2002
Chińską Republikę Ludową na Zimowych Igrzyskach Olimpijskich 2002 reprezentowało 66 zawodników, 21 mężczyzn i 45 kobiet.

## Zdobyte medale
| Medal  | Zawodnik                                           | Dyscyplina           | Konkurencja              |
| ------ | -------------------------------------------------- | -------------------- | ------------------------ |
| Złoto  | Yang Yang (A)                                      | Short track          | 500 m kobiet             |
| Złoto  | Yang Yang (A)                                      | Short track          | 1 000 m kobiet           |
| Srebro | Li Jiajun                                          | Short track          | 1500 m mężczyzn          |
| Srebro | Sun Dandan Yang Yang (A) Wang Chunlu Yang Yang (S) | Short track          | 3 000 m drużynowo kobiet |
| Brąz   | Yang Yang (S)                                      | Short track          | 1 000 m kobiet           |
| Brąz   | Wang Chunlu                                        | Short track          | 500 m kobiet             |
| Brąz   | Li Jiajun An Yulong Li Ye Feng Kai Guo Wei         | Short track          | 5 000 m drużynowo        |
| Brąz   | Shen Xue Zhao Hongbo                               | Łyżwiarstwo figurowe | Pary sportowe            |

## Skład kadry

### Biathlon
Mężczyźni
| Zawodnik   | Konkurencja       | czas biegu | Kary | Pozycja |
| ---------- | ----------------- | ---------- | ---- | ------- |
| Zhang Qing | Sprint mężczyzn   | 27:45,3    | 1    | 56.     |
| Zhang Qing | Bieg pościgowy    | 39:11,1    | 5    | 53.     |
| Zhang Qing | Bieg indywidualny | 58:13,9    | 4    | 59.     |

Kobiety
| Zawodnik                                      | Konkurencja               | czas biegu | Kary | Pozycja |
| --------------------------------------------- | ------------------------- | ---------- | ---- | ------- |
| Yu Shumei                                     | Sprint kobiet – 7,5 km    | 22:29,9    | 1    | 20.     |
| Liu Xianying                                  | Sprint kobiet – 7,5 km    | 23:18,9    | 1    | 42.     |
| Kong Yingchao                                 | Sprint kobiet – 7,5 km    | 24:30,2    | 3    | 56.     |
| Sun Ribo                                      | Sprint kobiet – 7,5 km    | 24:32,4    | 3    | 57.     |
| Yu Shumei                                     | Bieg pościgowy – 10 km    | 37:02,6    | 6    | 44.     |
| Sun Ribo                                      | Bieg indywidualny – 15 km | 50:04,7    | 1    | 15.     |
| Liu Xianying                                  | Bieg indywidualny – 15 km | 50:09,4    | 0    | 17.     |
| Kong Yingchao                                 | Bieg indywidualny – 15 km | 53:38,0    | 2    | 44.     |
| Yu Shumei                                     | Bieg indywidualny – 15 km | 53:43,0    | 5    | 46.     |
| Yu Shumei Sun Ribo Liu Xianying Kong Yingchao | Sztafeta 4 × 7,5 km       | 1:34:45,6  | 0    | 13.     |

### Biegi narciarskie
Mężczyźni
| Zawodnik  | Konkurencja   | czas      | Pozycja |
| --------- | ------------- | --------- | ------- |
| Han Dawei | Bieg na 15 km | 42:34,5   | 56.     |
| Han Dawei | Bieg na 30 km | 1:25:42,4 | 65.     |
| Han Dawei | Bieg na 50 km | 2:44:50,0 | 54.     |
| Han Dawei | Bieg łączony  | 30:15,7   | 67.     |
| Han Dawei | Sprint        | 3:07,0    | 52.     |

Kobiety
| Zawodnik       | Konkurencja   | czas      | Pozycja |
| -------------- | ------------- | --------- | ------- |
| Hou Yuxia      | Bieg na 10 km | 31:30,6   | 44.     |
| Luan Zhengrong | Bieg na 10 km | 32:35,3   | 50.     |
| Hou Yuxia      | Bieg na 15 km | 45:42,2   | 47.     |
| Luan Zhengrong | Bieg na 15 km | 47:43,7   | 52.     |
| Luan Zhengrong | Bieg na 30 km | 1:49:37,7 | 41.     |
| Hou Yuxia      | Bieg na 30 km | 1:49:45,8 | 42.     |
| Hou Yuxia      | Bieg łączony  | 28:37,4   | 44.     |
| Luan Zhengrong | Bieg łączony  | 15:40,6   | 65.     |
| Hou Yuxia      | Sprint        | 3:28,71   | 40.     |
| Luan Zhengrong | Sprint        | 3:35,21   | 50.     |

### Hokej na lodzie

#### Turniej kobiet
Reprezentacja kobiet
| - Chen Jing - Dai Qiuwa - Guan Weinan - Guo Hong - Hu Chunrong - Jin Fengling - Li Xuan - Liu Hongmei - Liu Yanhui - Lu Yan |  | - Ma Xiaojun - Sang Hong - Shen Tiantian - Sun Rui - Wang Linuo - Wang Ying - Xu Lei - Yang Xiuqing - Zhang Jing |

Reprezentacja Chin brała udział w rozgrywkach grupy B turnieju olimpijskiego w której zajęła 3. miejsce i nie awansowała do rundy medalowej. W meczach decydujących o piątym miejscu najpierw ulegała drużynie Rosji 1:4, a w meczu o 7. miejsce pokonała reprezentację Kazachstanu 2:1 (po dogrywce). Ostatecznie reprezentacja Chin zajęła 7. miejsce

#### Runda pierwsza
Grupa B
| Drużyna           | M | Mecze | Mecze | Mecze | Bramki | Bramki | Bramki | Pkt |
| Drużyna           | M | W     | R     | P     | +      | -      | +/-    | Pkt |
| ----------------- | - | ----- | ----- | ----- | ------ | ------ | ------ | --- |
| Stany Zjednoczone | 3 | 3     | 0     | 0     | 28     | 1      | +27    | 6   |
| Finlandia         | 3 | 2     | 0     | 1     | 7      | 6      | +1     | 4   |
| Niemcy            | 3 | 0     | 1     | 2     | 6      | 18     | -12    | 1   |
| Chiny             | 3 | 0     | 1     | 2     | 6      | 21     | -15    | 1   |

Wyniki
| 12 lutego 2002 | Finlandia | 4:0 | Chiny | Peaks Ice Arena, Provo |

| Godzina: 14:00 |  | (0:0, 2:0, 2:0) |  | Widzów: 4977 |

| 14 lutego 2002 | Chiny | 1:12 | Stany Zjednoczone | Peaks Ice Arena Provo |

| Godzina: 16:00 |  | (0:3, 1:5, 0:4) |  | Widzów: 6325 |

| 16 lutego 2002 | Niemcy | 5:5 | Chiny | Peaks Ice Arena Provo |

| Godzina: 14:00 |  | (1:1, 1:4, 3:0) |  | Widzów: 5418 |

### Mecze o miejsca 5 – 7
| 17 lutego 2002 | Rosja | 4:1 | Japonia | Peas Ice Arena Provo |

| Godzina: 14:00 |  | (0:1, 3:0, 1:0) |  | Widzów: 5719 |

| 19 lutego 2002 | Chiny | 2:1 | Japonia | Peaks Ice Arena Provo |

| Godzina: 14:00 |  | (1:0, 0:0, 0:1, 1:0) |  | Widzów: 5490 |

### Łyżwiarstwo figurowe
| Zawodnik                 | Konkurencja     | Nota | Pozycja |
| ------------------------ | --------------- | ---- | ------- |
| Li Chengjiang            | Soliści         | 12,0 | 9.      |
| Zhang Min                | Soliści         | 24,5 | 16.     |
| Li Yunfei                | Soliści         | 30,0 | 20.     |
| Shen Xue Zhao Hongbo     | Pary sportowe   | 4,5  | brąz    |
| Pang Qing Tong Jian      | Pary sportowe   | 14,0 | 9.      |
| Zhang Dan Zhang Hao      | Pary sportowe   | 16,5 | 11.     |
| Zhang Weina Cao Xianming | Tańce na lodzie | 44,0 | 22.     |

### Łyżwiarstwo szybkie
Mężczyźni
| Zawodnik     | Konkurencja   | Konkurencja   | Konkurencja   | Konkurencja   | Konkurencja   | Konkurencja   | Konkurencja    | Konkurencja    | Konkurencja    | Konkurencja    | Konkurencja    | Konkurencja    | Konkurencja      | Konkurencja      |
| Zawodnik     | Bieg na 500 m | Bieg na 500 m | Bieg na 500 m | Bieg na 500 m | Bieg na 500 m | Bieg na 500 m | Bieg na 1000 m | Bieg na 1000 m | Bieg na 1500 m | Bieg na 1500 m | Bieg na 5000 m | Bieg na 5000 m | Bieg na 10 000 m | Bieg na 10 000 m |
| Zawodnik     | Bieg 1        | Bieg 1        | Bieg 2        | Bieg 2        | Łączny czas   | Miejsce       | Bieg na 1000 m | Bieg na 1000 m | Bieg na 1500 m | Bieg na 1500 m | Bieg na 5000 m | Bieg na 5000 m | Bieg na 10 000 m | Bieg na 10 000 m |
| Zawodnik     | Czas          | Miejsce       | Czas          | Miejsce       | Łączny czas   | Miejsce       | Czas           | Miejsce        | Czas           | Miejsce        | Czas           | Miejsce        | Czas             | Miejsce          |
| ------------ | ------------- | ------------- | ------------- | ------------- | ------------- | ------------- | -------------- | -------------- | -------------- | -------------- | -------------- | -------------- | ---------------- | ---------------- |
| Li Yu        | 35,62         | 21.           | 35,35         | 23.           | 70,97         | 21.           | 1:10,78        | 35.            |                |                |                |                |                  |                  |
| Yu Fengtong  | 1:22,11       | 36.           | 35,30         | 21.           | 1:57,41       | 34.           | 1:12,07        | 40.            |                |                |                |                |                  |                  |
| Ma Yongbin   |               |               |               |               |               |               |                |                | 1:51,81        | 45.            |                |                |                  |                  |
| Liu Guangbin |               |               |               |               |               |               |                |                | 1:52,01        | 46.            |                |                |                  |                  |

Kobiety
| Zawodnik      | Konkurencja   | Konkurencja   | Konkurencja   | Konkurencja   | Konkurencja   | Konkurencja   | Konkurencja    | Konkurencja    | Konkurencja    | Konkurencja    | Konkurencja    | Konkurencja    | Konkurencja    | Konkurencja    |
| Zawodnik      | Bieg na 500 m | Bieg na 500 m | Bieg na 500 m | Bieg na 500 m | Bieg na 500 m | Bieg na 500 m | Bieg na 1000 m | Bieg na 1000 m | Bieg na 1500 m | Bieg na 1500 m | Bieg na 3000 m | Bieg na 3000 m | Bieg na 5000 m | Bieg na 5000 m |
| Zawodnik      | Bieg 1        | Bieg 1        | Bieg 2        | Bieg 2        | Łączny czas   | Miejsce       | Bieg na 1000 m | Bieg na 1000 m | Bieg na 1500 m | Bieg na 1500 m | Bieg na 3000 m | Bieg na 3000 m | Bieg na 5000 m | Bieg na 5000 m |
| Zawodnik      | Czas          | Miejsce       | Czas          | Miejsce       | Łączny czas   | Miejsce       | Czas           | Miejsce        | Czas           | Miejsce        | Czas           | Miejsce        | Czas           | Miejsce        |
| ------------- | ------------- | ------------- | ------------- | ------------- | ------------- | ------------- | -------------- | -------------- | -------------- | -------------- | -------------- | -------------- | -------------- | -------------- |
| Wang Manli    | 38,20         | 11.           | 38,42         | 14.           | 76,82         | 13.           | 1:17,37        | 26.            |                |                |                |                |                |                |
| Jin Hua       | 39,06         | 24.           | 39,20         | 24.           | 78,26         | 23.           | 1:17,35        | 25.            |                |                |                |                |                |                |
| Yang Chunyuan | 39,56         | 28.           | 39,07         | 23.           | 78,63         | 24.           |                |                |                |                |                |                |                |                |
| Xing Aihua    | 1:44,62       | 31.           | 39,74         | 28.           | 2:24,36       | 30.           |                |                |                |                |                |                |                |                |
| Song Li       |               |               |               |               |               |               | 1:16,71        | 22.            | 2:05,98        | 28.            |                |                |                |                |
| You Yanchun   |               |               |               |               |               |               | 1:18,74        | 30.            |                |                |                |                |                |                |
| Gao Yang      |               |               |               |               |               |               |                |                | 1:59,51        | 19.            | 4:12,39        | 20.            |                |                |
| Zhang Xiaolei |               |               |               |               |               |               |                |                | 2:01,23        | 28.            | 4:16,53        | 23.            |                |                |

### Narciarstwo dowolne
Mężczyźni
| Qiu Sen      | Skoki akrobatyczne | 93,75 | 93,67 | 187,42 | 18. | Nie awansował | Nie awansował | Nie awansował | Nie awansował |
| Ou Xiaotao   | Skoki akrobatyczne | 88,55 | 86,46 | 175,01 | 19. | Nie awansował | Nie awansował | Nie awansował | Nie awansował |
| Han Xiaopeng | Skoki akrobatyczne | 73,71 | 71,20 | 144,91 | 24. | Nie awansował | Nie awansował | Nie awansował | Nie awansował |

Kobiety
| Li Nina    | Skoki akrobatyczne | 88,83 | 92,47 | 181,30 | 4.  | 87,25          | 97,98          | 185,23         | 5.             |
| Xu Nannan  | Skoki akrobatyczne | 82,37 | 78,27 | 160,64 | 12. | 62,48          | 73,48          | 135,96         | 12.            |
| Wang He    | Skoki akrobatyczne | 74,09 | 62,68 | 136,77 | 18. | Nie awansowała | Nie awansowała | Nie awansowała | Nie awansowała |
| Guo Xinxin | Skoki akrobatyczne | 53,55 | 76,76 | 130,31 | 19. | Nie awansowała | Nie awansowała | Nie awansowała | Nie awansowała |

### Short track
Mężczyźni
| Zawodnik                                   | Konkurencja          | Kwalifikacje | Kwalifikacje | Ćwierćfinał | Ćwierćfinał | Półfinał      | Półfinał      | Finał           | Finał   |
| Zawodnik                                   | Konkurencja          | Czas         | Miejsce      | Czas        | Miejsce     | Czas          | Miejsce       | Czas            | Miejsce |
| ------------------------------------------ | -------------------- | ------------ | ------------ | ----------- | ----------- | ------------- | ------------- | --------------- | ------- |
| Feng Kai                                   | Bieg na 500 metrów   | 43,084       | 1.           | 42,820      | 2.          | 42,266        | 2.            | 42,112          | 4.      |
| Li Jiajun                                  | Bieg na 500 metrów   | 43,690       | 1.           | 1:04,514    | 3.          | Nie awansował | Nie awansował | Nie awansował   | 10.     |
| Li Jiajun                                  | Bieg na 1000 metrów  | 1:30,447     | 2.           | 1:27,467    | 2.          | 1:30,592      | 2.            | Dyskwalifikacja | 8.      |
| Feng Kai                                   | Bieg na 1000 metrów  | 1:32,554     | 1.           | 1:28,424    | 3.          | Nie awansował | Nie awansował | Nie awansował   | 10.     |
| Li Jiajun                                  | Bieg na 1500 metrów  | 2:25,347     | 2.           |             |             | 2:19,877      | 1.            | 2:18,731        | srebro  |
| Guo Wei                                    | Bieg na 1500 metrów  | 2:18,846     | 1.           |             |             | 2:25,321      | 3.            | 2:27,376        | 7.      |
| Li Jiajun Feng Kai Guo Wei Li Ye An Yulong | Sztafeta 5000 metrów |              |              |             |             | 6:46,625      | 2.            | 6:59,633        | brąz    |

Kobiety
| Zawodniczka                                        | Konkurencja          | Kwalifikacje | Kwalifikacje | Ćwierćfinał | Ćwierćfinał | Półfinał | Półfinał | Finał           | Finał   |
| Zawodniczka                                        | Konkurencja          | Czas         | Miejsce      | Czas        | Miejsce     | Czas     | Miejsce  | Czas            | Miejsce |
| -------------------------------------------------- | -------------------- | ------------ | ------------ | ----------- | ----------- | -------- | -------- | --------------- | ------- |
| Yang Yang (A)                                      | Bieg na 500 metrów   | 45,042       | 1.           | 44,810      | 1.          | 44,118   | 1.       | 44,187          | złoto   |
| Wang Chunlu                                        | Bieg na 500 metrów   | 44,723       | 1.           | 44,739      | 1.          | 44,734   | 2.       | 44,272          | brąz    |
| Yang Yang (A)                                      | Bieg na 1000 metrów  | 1:37,039     | 1.           | 1:31,235    | 1.          | 1:38,037 | 2.       | 1:36,391        | złoto   |
| Yang Yang (S)                                      | Bieg na 1000 metrów  | 1:40,632     | 1.           | 1:33,561    | 1.          | 1:35,072 | 1.       | 1:37,008        | brąz    |
| Yang Yang (A)                                      | Bieg na 1500 metrów  | 2:29,578     | 2.           |             |             | 2:21,690 | 2.       | 2:31,791        | 4.      |
| Yang Yang (S)                                      | Bieg na 1500 metrów  | 2:26,943     | 1.           |             |             | 2:32,315 | 1.       | Dyskwalifikacja | 12.     |
| Yang Yang (A) Yang Yang (S) Sun Dandan Wang Chunlu | Sztafeta 3000 metrów |              |              |             |             | 4:15,931 | 1.       | 4:13,326        | srebro  |